# 서릉군 (1509년)
서릉군 이희철(西陵君 李熙哲, 1509년 ~ ?)은 조선 시대 왕족 종실이다. 경녕군 이비(태종 이방원의 서자)의 증손(曾孫)이다.

## 생애

### 일생
소래정 이환(蘇萊正 李桓, 경녕군 이비의 친손)의 아들로 행 창선대부가 되었다.

### 직계 가족 관계
부인은 현부인 경주 정씨(경력 정방경(鄭邦經)의 딸)이다. 자녀로는 외동아들 이침(李沈)이 있었다.

## 사후
그의 묘소는 실전하여 충청북도 청원군 미원면 중리 향금산 임좌에 설단하여 향사하고 있다.